# Лубкин, Владимир Викторович
Влади́мир Ви́кторович Лубки́н (род. 6 июля 1953, Пермь, СССР) — советский и латвийский хоккеист, нападающий. Мастер спорта СССР.

## Биография
Начал играть в хоккей в Перми в 1962 году. С 1970 года в команде первой лиги «Молот» (Пермь). После двух сезонов, в 1972 году перешёл в команду второй лиги «СКА» (Свердловск). В 1974 году перешёл в команду первой лиги «Автомобилист» (Свердловск). Отыграв там один сезон вернулся в пермский «Молот», где провёл еще два сезона. В середине сезона 1976/77 был приглашён в высшую лигу, в московский «Спартак», однако в середине следующего сезона снова возвратился в пермский «Молот». В 1978 году получил приглашение от Э. Грабовского перейти в «Динамо» (Рига). В Риге отыграл 10 сезонов. В сезоне 1987/88 был капитаном команды.
В 1988 году получил приглашение от французского клуба «Амьен», в котором отыграл два сезона.
С 1991 по 1993 год играл в различных командах чемпионатов Латвийской ССР и Латвии по хоккею. С 1993 года, после окончания карьеры игрока тренировал различные латвийские команды.
В 1978 году участвовал в четырёх играх Суперсерии между московским «Спартаком» и клубами НХЛ.

## Статистика выступления в высшей лиге
| Легенда | Легенда                    | Легенда | Легенда                   | Легенда | Легенда    |
| ------- | -------------------------- | ------- | ------------------------- | ------- | ---------- |
| И       | Количество проведённых игр | Штр     | Штрафное время            | +/−     | Плюс-минус |
| Г       | Голы                       | П       | Голевые передачи          | О       | Очки       |
| -       | Статистика неизвестна      | —       | Статистика не учитывалась |         |            |

| Сезон                    | Команда                  | И   | Г   | П  | О   | Штр |
| ------------------------ | ------------------------ | --- | --- | -- | --- | --- |
| 1976/77                  | «Спартак» (Москва)       | 7   | 1   | 1  | 2   | 4   |
| 1977/78                  | «Спартак» (Москва)       | 18  | 3   | 4  | 7   | 4   |
| 1978/79                  | «Динамо» (Рига)          | 38  | 4   | 9  | 13  | 25  |
| 1979/80                  | «Динамо» (Рига)          | 44  | 10  | 5  | 15  | 12  |
| 1980/81                  | «Динамо» (Рига)          | 46  | 10  | 11 | 21  | 24  |
| 1981/82                  | «Динамо» (Рига)          | 43  | 14  | 6  | 20  | 18  |
| 1982/83                  | «Динамо» (Рига)          | 42  | 10  | 5  | 15  | 20  |
| 1983/84                  | «Динамо» (Рига)          | 40  | 14  | 1  | 15  | 27  |
| 1984/85                  | «Динамо» (Рига)          | 41  | 10  | 7  | 17  | 16  |
| 1985/86                  | «Динамо» (Рига)          | 36  | 11  | 10 | 21  | 18  |
| 1986/87                  | «Динамо» (Рига)          | 37  | 8   | 5  | 13  | 12  |
| 1987/88                  | «Динамо» (Рига)          | 47  | 5   | 5  | 10  | 19  |
| Всего в чемпионатах СССР | Всего в чемпионатах СССР | 439 | 100 | 69 | 169 | 199 |

## Достижения
- Серебряный призёр чемпионата СССР 1988 года[14].
- Серебряный (1989) и бронзовый (1990) призёр французской «Лиги Магнуса»
- Обладатель приза самого спортивного игрока «Raymond Dewas Trophy»[англ.] «Лиги Магнуса» (1988/89).